# SECCOS
SECCOS steht für „Secure Chip Card Operating System“. Es ist das DK-Chipkarten-Betriebssystem für den Einsatz in der deutschen Kreditwirtschaft. SECCOS basiert auf ISO-7816 und bietet damit eine applikationsunabhängige Sicherheitsarchitektur an.

## Öffentliches Interesse
SECCOS kam zum Jahreswechsel 2009/2010 ins Bewusstsein der Öffentlichkeit, weil die von Gemalto gelieferten Versionen von SECCOS 5 die Jahreszahlen nur einstellig verarbeiteten und so 30 Millionen der in Deutschland eingesetzten Debitkarten und Kreditkarten vorübergehend unbenutzbar waren.

## Anwendungen
Chipkarten auf Basis von SECCOS können für unterschiedliche Anwendungen genutzt werden:
- insbesondere für Finanztransaktionen (bspw. auf Basis von FinTS, FTAM oder EBICS)
- GeldKarte-Anwendungen
- TAN-Generator
- fortgeschrittene und qualifizierte Signatur (bspw. für die elektronische Steuererklärung oder Rentenauskunft)
- elektronische Fahrscheine und Bonussysteme
- EMV-Anwendungen
- Altersnachweis (z. B. Zigarettenautomat)

## Nachweise
1. ↑  EC-Karten-Probleme bei Händlern in Deutschland gelöst.